# Avella despiciens
Avella despiciens là một loài nhện trong họ Deinopidae.
Loài này thuộc chi Avella. Avella despiciens được miêu tả năm 1877 bởi Octavius Pickard-Cambridge.